# Colonia Federal
Federal es una colonia del oriente de Ciudad de México y una de las 68 colonias que conforman Venustiano Carranza. Localizada justo al sur del Aeropuerto Internacional de la Ciudad de México, sus límites territoriales son al norte por Eje 1 Norte Av. Fuerza Aérea Mexicana, al poniente por Circuito Interior Boulevard Puerto Aéreo, Norte 3 y Asistencia Pública, al sur por la Calzada Ignacio Zaragoza y al oriente por Economía. Las colonias circundantes son al norte con el Aeropuerto Internacional de la Ciudad de México; al poniente con Moctezuma 2a. Sección e Industrial Puerto Aéreo; al sur con Valentín Gómez Farías e Ignacio Zaragoza y al oriente con 4 Árboles.
La colonia es muy conocida por su forma particular que se asemeja a una telaraña.

## Historia y diseño
La colonia fue construida sobre los Llanos de Balbuena, terrenos que antes pertenecían a la familia Braniff, una familia burguesa residente en el campo (Alberto Braniff, el primer aviador de América Latina, era miembro de ella). En 1908, el gobierno del país adquirió 72 ha (180 acres) de tierra. El gobierno consideró crear un cementerio en la zona, pero como estaba ubicado lejos del centro de la ciudad, la idea fue descartada. Después del final de la Revolución mexicana, alrededor de 1924, se consideró la construcción de una prisión. En cambio, empleados de la Secretaría de Gobernación compraron el terreno (entonces conocido como Cuatro Árboles) para construir una colonia exclusiva para funcionarios. El 24 de octubre de 1924, el presidente Álvaro Obregón autorizó la venta pero lamentó que, a pesar de sus dimensiones, el sitio no era lo suficientemente grande para acomodar a todos los empleados. La construcción comenzó el 8 de febrero de 1925 y ocho días después se fundó oficialmente la colonia.
Los nombres de las calles hacen referencia al gabinete de México y otras dependencias gubernamentales. Estos incluyen nombres como Hacienda (Secretaría de Hacienda y Crédito Público), Contraloría (Secretaría de la Función Pública), o Trabajo (Secretaría del Trabajo y Previsión Social). La forma radiocéntrica de la colonia, que se asemeja al diseño de una telaraña, es similar a la de Palmanova, una comuna en Údine, Italia, o la Plaza Charles de Gaulle, un cruce de carreteras en París, Francia. Para 1946, se agregó electricidad a la zona, se instalaron tuberías de agua potable en 1947 y, a mediados de siglo, se pavimentaron las calles.

## Puntos de interés

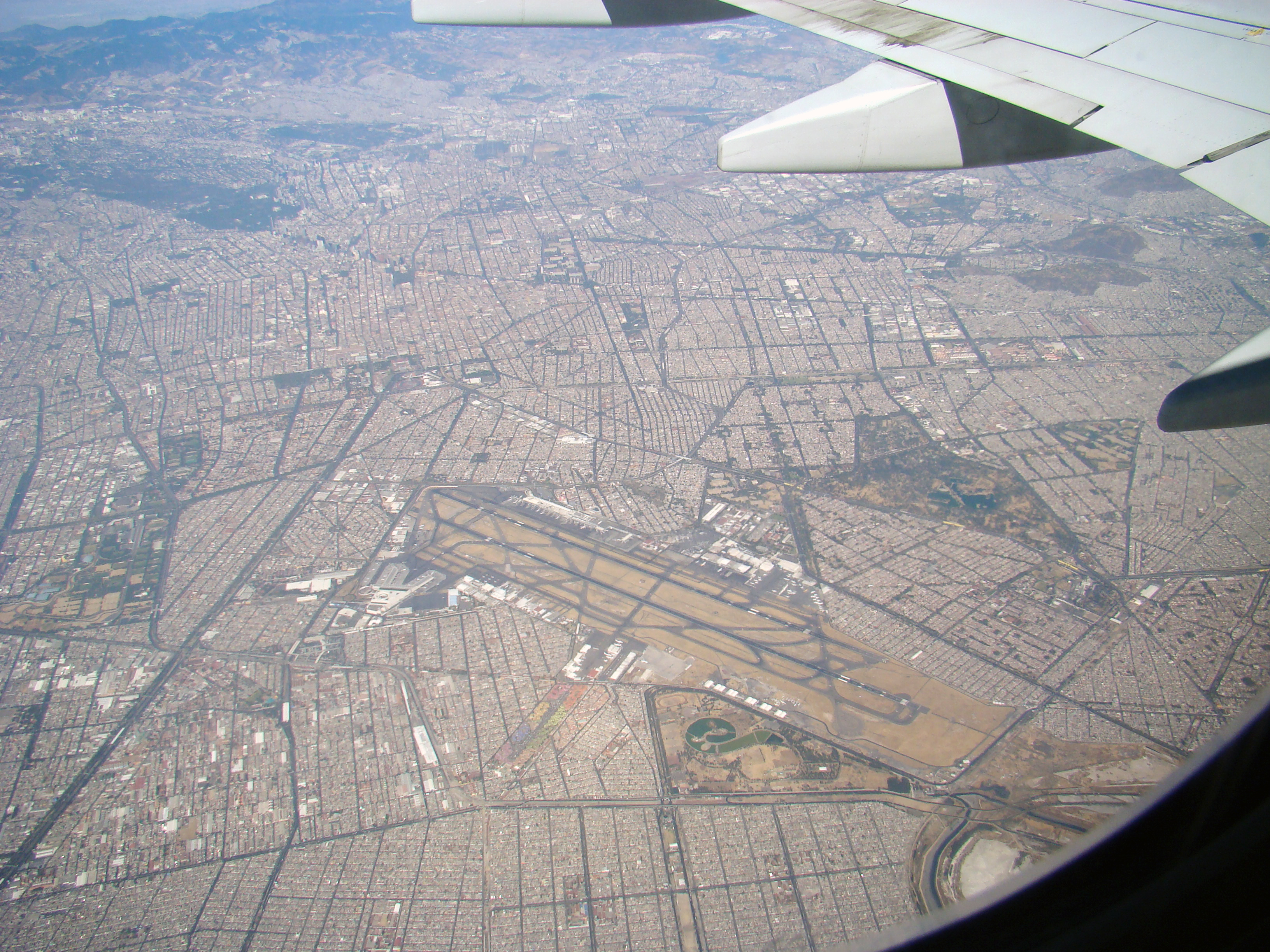
La colonia (centro-izquierda), junto al aeropuerto de la ciudad; vista aérea.

En el medio, hay una rotonda (oficialmente la Plaza del Poder Ejecutivo) con un centro cultural llamado Poliforum Cultural Colonia Federal. Frente a ella se encuentra la Parroquia de Nuestra Señora del Sagrado Corazón, construida en 1962.

## Transporte
La colonia es atendida por la estación de Metro Hangares al norte y la estación de Metro Gómez Farías al sur.

## Geografía física

### Límites
| Noroeste: Moctezuma 2a. Sección Venustiano Carranza   | Norte: Aeropuerto Internacional de la Ciudad de México Venustiano Carranza | Nordeste: 4 Árboles Venustiano Carranza       |
| Oeste: Industrial Puerto Aéreo Venustiano Carranza    |                                                                            | Este: 4 Árboles Venustiano Carranza           |
| Suroeste: Industrial Puerto Aéreo Venustiano Carranza | Sur: Valentín Gómez Farías Venustiano Carranza                             | Sureste: Ignacio Zaragoza Venustiano Carranza |